# Clarksdale
Clarksdale är en stad (city) i Coahoma County i delstaten Mississippi i USA. Staden hade 14 903 invånare, på en yta av 48,68 km² (2020). Clarksdale är administrativ huvudort (county seat) i Coahoma County.
Clarksdale kallas ofta "bluesens födelsestad", bland annat eftersom den legendariske bluesmusikern Robert Johnson vid en vägkorsning där anses ha sålt sin själ till djävulen mot att få en talang att spela blues bättre än någon annan. Clarksdale är också födelsestad för många kända amerikanska musiker, såsom Muddy Waters, John Lee Hooker, Sam Cooke och Ike Turner. I staden finns idag bluesmuseet "Delta Blues Museum".